# Rodrigo Rivero
Rodrigo Rivero, vollständiger Name Rodrigo Rivero Fernández, (* 27. Dezember 1995 in Colonia del Sacramento) ist ein uruguayischer Fußballspieler.

## Karriere
Der 1,72 Meter große Mittelfeldakteur Rivero gehört mindestens seit der Clausura 2015 dem Kader des Erstligisten Montevideo Wanderers an. Dort debütierte er unter Trainer Alfredo Arias am 7. Juni 2015 bei der 1:2-Heimniederlage gegen Sud América in der Primera División, als er in der 46. Spielminute für Santiago Martínez eingewechselt wurde. Insgesamt lief er in der Saison 2014/15 einmal (kein Tor) in der höchsten uruguayischen Spielklasse auf. Während der Spielzeit 2015/16 folgten acht weitere Erstligaeinsätze (kein Tor). In der Saison 2016 absolvierte er elf Ligaspiele (zwei Tore) und sechs Partien (kein Tor) in der Copa Sudamericana 2016. Während der laufenden Saison 2017 kam er bislang (Stand: 12. Februar 2017) in einem Erstligaspiel (kein Tor) und vier Begegnungen (kein Tor) der Copa Libertadores 2017 zum Einsatz.

## Erfolge
Club Libertad
- Paraguayischer Pokalsieger: 2019

Liverpool Montevideo
- Uruguayischer Meister: 2023
- Supercopa Uruguaya: 2023